# Пташицкий, Иван Львович
Иван Львович Пташицкий (1854, Волынская губерния — 1912, Санкт-Петербург) — русский математик, доктор чистой математики, профессор Санкт-Петербургского университета. Младший брат филолога Станислава Пташицкого. Член Санкт-Петербургского математического общества.

## Биография
Родился 4 июня 1854 года[по какому календарю?] в Волынской губернии.
В 1872 году с золотой медалью окончил Виленскую 1-ю гимназию и поступил на физико-математический факультет Санкт-Петербургского университета, который окончил в 1876 году.
В 1881 году был удостоен степени магистра, в 1881 году — степени доктора. С 1880 по 1890 год состоял преподавателем Петергофской прогимназии, с 1882 по 1897 год — приват-доцентом Санкт-Петербургского университета.
С 1890 года читал высшую математику в Михайловской артиллерийской академии. В 1897 году был назначен экстраординарным профессором Санкт-Петербургского университета.
Скончался 4 февраля 1912 года[по какому календарю?] в Санкт-Петербурге.